# Амет
Амет (фр. Amettes) насеље је и општина у североисточној Француској у региону Север-Па д Кале, у департману Па де Кале која припада префектури Béthune.
По подацима из 2011. године у општини је живело 503 становника, а густина насељености је износила 73,75 становника/km². Општина се простире на површини од 6,82 km². Налази се на средњој надморској висини од 86 метара (максималној 121 m, а минималној 62 m).

## Демографија
| 1962. | 1968. | 1975. | 1982. | 1990. | 1999. | 2011. |
| ----- | ----- | ----- | ----- | ----- | ----- | ----- |
| 533   | 566   | 507   | 505   | 507   | 474   | 503   |

График промене броја становника у току последњих година